# Myristica guillauminiana
Espèce
Statut de conservation UICN

 EN  : En danger
Myristica guillauminiana est une espèce de plantes du genre Myristica de la famille des Myristicaceae.